# Andreas Hyperius
Andreas Hyperius ou Andreas Gerardus Hyperius, né Andreas Gheeraerdts le 16 mai 1511 à Ypres et décédé le 1er février 1564 à Marbourg (landgraviat de Hesse), est un théologien protestant des Pays-Bas méridionaux. Il en est le premier à systématiser l’homilétique protestante.

## Biographie
Né Andreas Gheeraerdts en 1511 à Ypres, dans les Pays-Bas méridionaux, Hyperius reçoit une formation initiale dans la tradition humaniste de l’époque. Il étudie à Tournai et Paris, et fait un séjour en  Angleterre de 1536 à 1540. En 1542 Hyperius est nommé professeur de théologie à Marbourg, dans le Landgraviat de Hesse, en Allemagne. Il y exerce l’enseignement jusqu’à la fin de sa vie.
N’appartenant à aucune école théologique particulière mais influencé par Martin Bucer il est considéré comme modéré dans sa doctrine, entre Luther et les autres Réformés. Son érudition est particulièrement appréciée par Calvin. L’influence d’Hyperius s’exerça davantage en Allemagne et Angleterre que dans son pays natal où, avec le soutien des autorités espagnoles, la Réforme catholique s’imposa.

## Œuvres et doctrine
Sa première œuvre (1553) De formandis concionibus sacris (De la manière de formuler le discours sacré) est le premier traité d’homilétique protestante, insistant sur les caractères essentiels que doit avoir tout sermon : le sujet abordé dans la prédication doit être « pratique, utile, compréhensible et sobre » (sans élément superflu). Sa finalité est « d’enseigner, plaire et émouvoir ». La prédication est une des branches de la rhétorique : l’éloquence est sacrée. Le De formandis... est traduit en français (Genève, 1565), anglais (1577). Dietrich Bonhoeffer a souligné le rôle joué par Hyperius dans les premières années du protestantisme.
Son Methodi theologiae, sive praecipuorum christianae religionis locorum conmunium libri tres, qui sort de presse en 1568, est un guide de lecture des Pères de l'Église avec une sélection de textes choisis.
D’une manière générale Hyperius cherche une base solide dans la Bible et soutient qu’aucune théologie pratique ne peut être mise en vigueur sans une étude théologique systématique préliminaire. Elle ne doit pas être enseignée et présentée de façon fragmentaire. A Marbourg il impose à ses étudiants un travail exigeant de lecture intensive couvrant toutes les branches de la théologie considérant qu'une telle lecture est indispensable à la préparation au travail pratique du ministère de la Parole. Tout doit être en accord avec la Bible et, là où la Bible ne contient pas de données spécifiques, avec les commandements de l'amour pour Dieu et pour son prochain.
Hyperius projetait également un traité sur le gouvernement ecclésiastique, basé sur la doctrine du Nouveau Testament, des éléments de l’histoire de l’Église, des extraits de documents conciliaires, décrets pontificaux, et pères de l’Église.

## Écrits principaux
- De formandis concionibus sacris (1553). Traduction française en 1565.
- De theologo, seu de ratione studii theologici (4 vol.) (1556)
- Elementa christianae religionis (1563)
- Methodi theologiae, sive praecipuorum christianae religionis locorum conmunium, (3 vol) (1568).